# Chudakarana
Le Chudakarana (IAST : Cūḍākaraṇa, dévanagari : चूड़ाकरण), ou mundana, est une des cérémonies de l'hindouisme : un samskara. Elle marque chez le nourrisson sa première coupe de cheveux et doit s'effectuer avant la troisième année de vie. Il est dans la tradition de laisser une maigre touffe sur la tête près du sommet : le nom de ces cheveux restants est shikha ou chuda ; les fidèles pensent que ce reliquat protège le crâne et ainsi l'être de la mort. Comme tous les rites de passage de l'hindouisme, il est de bon augure de donner au temple une offrande et d'exécuter un rite avec le feu en ce jour spécial pour son enfant.